# Oxyopes
Oxyopes  es una género de arañas que pertenecen a la familia de los oxiópidos o arañas lince. Agrupa a más de 290 especies reconocidas que se distribuyen por todos los continentes excepto Antártida.

## Especies
- Oxyopes abebae Strand, 1906 — Etiopía, Este de África
- Oxyopes acleistus Chamberlin, 1929 — Estados Unidos, México
- Oxyopes aculeatus Bösenberg & Lenz, 1895 — Este de África
- Oxyopes affinis Lessert, 1915 — Este de África
- Oxyopes Áfricanus Strand, 1906 — Etiopía
- Oxyopes aglossus Chamberlin, 1929 — Estados Unidos
- Oxyopes akakensis Strand, 1906 — Etiopía, Este de África
- Oxyopes albertianus Strand, 1913 — Congo, Uganda
- Oxyopes algerianus (Walckenaer, 1842) — Marruecos, Argelia
- Oxyopes allectus Simon, 1910 — Gabón, Guinea-Bissau
- Oxyopes altifrons Mello-Leitão, 1941 — Brasil
- Oxyopes amoenus L. Koch, 1878 — Queensland (Australia)
- Oxyopes angulitarsus Lessert, 1915 — Uganda
- Oxyopes annularis Yin, Zhang & Bao, 2003 — China
- Oxyopes annulipes Thorell, 1890 — Sumatra
- Oxyopes apollo Brady, 1964 — Estados Unidos, México
- Oxyopes arcuatus Yin, Zhang & Bao, 2003 — China
- Oxyopes argentosus Simon, 1910 — Guinea-Bissau
- Oxyopes argyrotrichius Mello-Leitão, 1929 — Brasil
- Oxyopes armatipalpis Strand, 1912 — India
- Oxyopes artemis Brady, 1969 — Estados Unidos
- Oxyopes arushae Caporiacco, 1947 — Este de África
- Oxyopes ashae Gajbe, 1999 — India
- Oxyopes aspirasi Barrion & Litsinger, 1995 — Filipinas
- Oxyopes assamensis Tikader, 1969 — India
- Oxyopes asterion Simon, 1910 — Guinea-Bissau
- Oxyopes attenuatus L. Koch, 1878 — Queensland, Centro de Australia
- Oxyopes auratus Thorell, 1890 — Singapur, Sumatra
- Oxyopes aureolus Thorell, 1899 — Camerún
- Oxyopes auriculatus Lawrence, 1927 — Namibia
- Oxyopes baccatus Simon, 1897 — Etiopía
- Oxyopes badhyzicus Mikhailov & Fet, 1986 — Israel, Turkmenistán
- Oxyopes balteiformis Yin, Zhang & Bao, 2003 — China
- Oxyopes bantaengi Merian, 1911 — Sulawesi
- Oxyopes bedoti Lessert, 1915 — Este de África
- Oxyopes berlandorum Lessert, 1915 — Este de África
- Oxyopes bharatae Gajbe, 1999 — India
- Oxyopes bianatinus Xie & Kim, 1996 — China
- Oxyopes bicorneus Zhang & Zhu, 2005 — China
- Oxyopes bifidus F. O. P.-Cambridge, 1902 — México a Panamá
- Oxyopes bifissus F. O. P.-Cambridge, 1902 — México a Costa Rica
- Oxyopes biharensis Gajbe, 1999 — India
- Oxyopes birabeni Mello-Leitão, 1941 — Argentina
- Oxyopes birmanicus Thorell, 1887 — India, China a Sumatra
- Oxyopes bolivianus Tullgren, 1905 — Bolivia
- Oxyopes bonneti Lessert, 1933 — Angola
- Oxyopes bothai Lessert, 1915 — Etiopía, Este de África
- Oxyopes bouvieri Berland, 1922 — Etiopía
- Oxyopes brachiatus Simon, 1910 — Guinea Ecuatorial, Bioko, Congo
- Oxyopes brevis Thorell, 1881 — Islas Aru
- Oxyopes caboverdensis Schmidt & Krause, 1994 — Islas de Cabo Verde
- Oxyopes calcaratus Schenkel, 1944 — Timor
- Oxyopes campestratus Simon, 1910 — Guinea-Bissau, Bioko, Santo Tomé
- Oxyopes campii Mushtaq & Qadar, 1999 — Pakistán
- Oxyopes camponis Strand, 1915 — Camerún
- Oxyopes candidoi Garcia-Neto, 1995 — Brasil
- Oxyopes caporiaccoi Roewer, 1951 — Etiopía
- Oxyopes carvalhoi Mello-Leitão, 1947 — Brasil
- Oxyopes castaneus Lawrence, 1927 — Namibia
- Oxyopes ceylonicus Karsch, 1891 — Sri Lanka
- Oxyopes chapini Lessert, 1927 — Congo
- Oxyopes chenabensis Mukhtar, 2017
- Oxyopes chiapas Brady, 1975 — México
- Oxyopes chittrae Tikader, 1965 — India
- Oxyopes coccineoventris Lessert, 1946 — Congo
- Oxyopes cochinchinensis (Walckenaer, 1837) — Vietnam
- Oxyopes concolor Simon, 1877 — Filipinas
- Oxyopes concoloratus Roewer, 1951 — Etiopía
- Oxyopes constrictus Keyserling, 1891 — Brasil, Guayana
- Oxyopes cornifrons (Thorell, 1899) — Camerún, Guinea-Bissau
  - Oxyopes cornifrons avakubensis Lessert, 1927 — Congo
- Oxyopes cornutus F. O. P.-Cambridge, 1902 — México
- Oxyopes cougar Brady, 1969 — Estados Unidos
- Oxyopes crassus Schmidt & Krause, 1995 — Islas de Cabo Verde
- Oxyopes crewi Bryant, 1948 — Hispaniola
- Oxyopes daksina Sherriffs, 1955 — Sri Lanka, China
- Oxyopes decorosus Zhang & Zhu, 2005 — China
- Oxyopes delesserti Caporiacco, 1947 — Etiopía, Este de África
- Oxyopes delmonteensis Barrion & Litsinger, 1995 — Filipinas
- Oxyopes dingo Strand, 1913 — Centro de Australia
- Oxyopes dubourgi Simon, 1904 — Sudán, Congo
- Oxyopes dumonti (Vinson, 1863) — Este de África, Madagascar a Seychelles
- Oxyopes elegans L. Koch, 1878 — Queensland, Nueva Gales del Sur (Australia)
- Oxyopes elifaz Levy, 2007 — Israel, Jordan
- Oxyopes elongatus Biswas et al., 1996 — India
- Oxyopes embriki Roewer, 1951 — Etiopía
  - Oxyopes embriki dorsivittatus (Strand, 1906) — Etiopía
  - Oxyopes embriki nigriventris (Strand, 1906) — Etiopía
- Oxyopes erlangeri Strand, 1906 — Etiopía
- Oxyopes exsiccatus Strand, 1907 — Java
- Oxyopes extensipes (Butler, 1876) — Rodriguez
- Oxyopes falcatus Zhang, Yang & Zhu, 2005 — China
- Oxyopes falconeri Lessert, 1915 — Este de África
- Oxyopes fallax Denis, 1955 — Níger
- Oxyopes felinus Brady, 1964 — Estados Unidos, México
- Oxyopes flavipalpis (Lucas, 1858) — Oeste de África, Etiopía, Somalia
- Oxyopes flavus Banks, 1898 — México a Costa Rica
- Oxyopes fluminensis Mello-Leitão, 1929 — Brasil
- Oxyopes forcipiformis Xie & Kim, 1996 — China
- Oxyopes fujianicus Song & Zhu, 1993 — China
- Oxyopes galla Caporiacco, 1941 — Etiopía
- Oxyopes gaofengensis Zhang, Zhang & Kim, 2005 — China
- Oxyopes gemellus Thorell, 1891 — Islas Nicobar, Malasia
- Oxyopes globifer Simon, 1876 — Mediterráneo to Asia Central
- Oxyopes godeffroyi Baehr, Harms, Dupérré & Raven, 2017
- Oxyopes gossypae Mushtaq & Qadar, 1999 — Pakistán
- Oxyopes gracilipes (White, 1849) — Australia, Tasmania, Nueva Zelanda
- Oxyopes gratus L. Koch, 1878 — Queensland, Centro de Australia
- Oxyopes gujaratensis Gajbe, 1999 — India
- Oxyopes gurjanti Sadana & Gupta, 1995 — India
- Oxyopes gyirongensis Hu & Li, 1987 — China
- Oxyopes hastifer Simon, 1910 — Guinea-Bissau
- Oxyopes hemorrhous Mello-Leitão, 1929 — Brasil
- Oxyopes heterophthalmus (Latreille, 1804) — Paleártico
- Oxyopes hilaris Thorell, 1881 — Timor
- Oxyopes hindostanicus Pocock, 1901 — India, Pakistán, Sri Lanka
- Oxyopes hoggi Lessert, 1915 — Este de África, Angola
- Oxyopes holmbergi Soares & Camargo, 1948 — Brasil
- Oxyopes hostides Strand, 1906 — Etiopía
- Oxyopes hotingchiehi Schenkel, 1963 — China
- Oxyopes hupingensis Bao & Yin, 2002 — China
- Oxyopes idoneus Simon, 1910 — Guinea-Bissau
- Oxyopes imbellis Thorell, 1890 — Malasia
- Oxyopes incertus Mello-Leitão, 1929 — Perú, Brasil
- Oxyopes inconspicuus Strand, 1906 — Etiopía
- Oxyopes indiculus Thorell, 1897 — Myanmar
- Oxyopes indicus (Walckenaer, 1805) — India
- Oxyopes infidelis Strand, 1906 — Etiopía
- Oxyopes inversus Mello-Leitão, 1949 — Brasil
- Oxyopes jabalpurensis Gajbe & Gajbe, 1999 — India
- Oxyopes jacksoni Lessert, 1915 — Este de África
- Oxyopes javanus Thorell, 1887 — India, China a Java, Filipinas
  - Oxyopes javanus nicobaricus Strand, 1907 — Islas Nicobar
- Oxyopes jianfeng Song, 1991 — China
- Oxyopes jubilans O. P.-Cambridge, 1885 — Karakorum, Pakistán, China
- Oxyopes juvencus Strand, 1907 — Sri Lanka
- Oxyopes kamalae Gajbe, 1999 — India
- Oxyopes ketani Gajbe & Gajbe, 1999 — India
- Oxyopes keyserlingi Thorell, 1881 — Nueva Guinea
- Oxyopes kobrooricus Strand, 1911 — Islas Aru
- Oxyopes kochi Thorell, 1897 — Myanmar
- Oxyopes koreanus Paik, 1969 — Corea, Japón
- Oxyopes kovacsi Caporiacco, 1947 — Etiopía
- Oxyopes kraepelinorum Bösenberg, 1895 — Islas Canarias
- Oxyopes kumarae Biswas & Roy, 2005 — India
- Oxyopes kusumae Gajbe, 1999 — India
- Oxyopes lagarus Thorell, 1895 — Myanmar
- Oxyopes lautus L. Koch, 1878 — Queensland, Centro de Australia
- Oxyopes lenzi Strand, 1907 — Sudáfrica
- Oxyopes lepidus (Blackwall, 1864) — India
- Oxyopes licenti Schenkel, 1953 — Rusia, China, Corea, Japón
- Oxyopes lineatifemur Strand, 1906 — Etiopía
- Oxyopes lineatipes (C. L. Koch, 1847) — China a Filipinas, Sumatra, Java
- Oxyopes lineatus Latreille, 1806 — Paleártico
  - Oxyopes lineatus occidentalis Kulczynski, 1907 — Italia
- Oxyopes longespina Caporiacco, 1940 — Etiopía
- Oxyopes longetibiatus Caporiacco, 1941 — Etiopía
- Oxyopes longinquus Thorell, 1891 — Myanmar, Islas Nicobar
- Oxyopes longipalpis Lessert, 1946 — Congo
- Oxyopes longispinosus Lawrence, 1938 — Sudáfrica
- Oxyopes longispinus Saha & Raychaudhuri, 2003 — India
- Oxyopes ludhianaensis Sadana & Goel, 1995 — India
- Oxyopes luteoaculeatus Strand, 1906 — Etiopía
- Oxyopes lynx Brady, 1964 — Estados Unidos
- Oxyopes macilentus L. Koch, 1878 — China a Australia
- Oxyopes macroscelides Mello-Leitão, 1929 — Brasil, Paraguay
- Oxyopes maripae Caporiacco, 1954 — Guayana Francesa
- Oxyopes masculinus Caporiacco, 1954 — Guayana Francesa
- Oxyopes mathias Strand, 1913 — Uganda
- Oxyopes matiensis Barrion & Litsinger, 1995 — Filipinas
- Oxyopes mediterraneus Levy, 1999 — Mediterráneo
- Oxyopes megalops Caporiacco, 1947 — Este de África
- Oxyopes m-fasciatus Piza, 1938 — Brasil
- Oxyopes minutus Biswas et al., 1996 — India
- Oxyopes mirabilis Zhang, Yang & Zhu, 2005 — China
- Oxyopes modestus Simon, 1876 — Congo
- Oxyopes molarius L. Koch, 1878 — Queensland
- Oxyopes mundulus L. Koch, 1878
- Oxyopes naliniae Gajbe, 1999 — India
- Oxyopes nanulineatus Levy, 1999 — Israel
- Oxyopes nenilini Esyunin & Tuneva, 2009 — Uzbekistán, China
- Oxyopes nigripalpis Kulczynski, 1891 — Mediterráneo
- Oxyopes nigrolineatus Mello-Leitão, 1941 — Argentina
- Oxyopes nilgiricus Sherriffs, 1955 — Sri Lanka
- Oxyopes ningxiaensis Tang & Song, 1990 — China
- Oxyopes niveosigillatus Mello-Leitão, 1945 — Argentina
- Oxyopes notivittatus Strand, 1906 — Etiopía
- Oxyopes obscurifrons Simon, 1910 — Santo Tomé
- Oxyopes occidens Brady, 1964 — Estados Unidos, México
- Oxyopes ocelot Brady, 1975 — México
- Oxyopes oranicola Strand, 1906 — Argelia
- Oxyopes ornatus (Blackwall, 1868) — Tropical África
- Oxyopes oryzae Mushtaq & Qadar, 1999 — Pakistán
- Oxyopes ovatus Biswas et al., 1996 — India
- Oxyopes pallidecoloratus Strand, 1906 — Etiopía, Congo, Este de África, Madagascar
  - Oxyopes pallidecoloratus nigricans Caporiacco, 1947 — Este de África
- Oxyopes pallidus (C. L. Koch, 1838) — Oeste Indies
- Oxyopes palliventer Strand, 1911 — Islas Aru
- Oxyopes pandae Tikader, 1969 — India
- Oxyopes pankaji Gajbe & Gajbe, 2000 — India
- Oxyopes panther Brady, 1975 — Estados Unidos, México
- Oxyopes papuanus Thorell, 1881 — Nueva Guinea, Islas Salomón, Queensland
- Oxyopes pardus Brady, 1964 — Estados Unidos
- Oxyopes patalongensis Simon, 1901 — Malasia
- Oxyopes pawani Gajbe, 1992 — India
- Oxyopes pennatus Schenkel, 1936 — China
- Oxyopes personatus Simon, 1896 — Sudáfrica
- Oxyopes pigmentatus Simon, 1890 — Israel, Yemen
- Oxyopes pingasus Barrion & Litsinger, 1995 — Filipinas
- Oxyopes positivus Roewer, 1961 — Senegal
- Oxyopes praedictus O. P.-Cambridge, 1885 — Yarkand
- Oxyopes providens Thorell, 1890 — Sumatra
- Oxyopes pugilator Mello-Leitão, 1929 — Brasil
- Oxyopes pulchellus (Lucas, 1858) — Congo
- Oxyopes punctatus L. Koch, 1878 — Queensland
- Oxyopes purpurissatus Simon, 1910 — Congo
- Oxyopes quadridentatus Thorell, 1895 — Myanmar
- Oxyopes quadrifasciatus L. Koch, 1878 — Queensland
- Oxyopes rajai Saha & Raychaudhuri, 2003 — India
- Oxyopes ramosus (Martini & Goeze, 1778) — Paleártico
- Oxyopes ratnae Tikader, 1970 — India
- Oxyopes raviensis Dyal, 1935 — Pakistán
- Oxyopes reddyi Majumder, 2004 — India
- Oxyopes reimoseri Caporiacco, 1947 — Este de África
- Oxyopes rejectus O. P.-Cambridge, 1885 — Yarkand
- Oxyopes reticulatus Biswas et al., 1996 — India
- Oxyopes rouxi Strand, 1911 — Islas Aru
- Oxyopes royi Roewer, 1961 — Senegal
- Oxyopes rubicundus L. Koch, 1878 — Nueva Gales del Sur
- Oxyopes rubriventer Caporiacco, 1941 — Este de África
  - Oxyopes rubriventer paecilus Caporiacco, 1941 — Etiopía
- Oxyopes rubrosignatus Keyserling, 1891 — Brasil
- Oxyopes rufisternis Pocock, 1901 — Sri Lanka
- Oxyopes rufovittatus Simon, 1886 — Senegal
- Oxyopes rukminiae Gajbe, 1999 — India
- Oxyopes russoi Caporiacco, 1940 — Somalia
- Oxyopes russulus Thorell, 1895 — Myanmar
- Oxyopes rutilius Simon, 1890 — Yemen, Socotra
- Oxyopes ruwenzoricus Strand, 1913 — Uganda
- Oxyopes ryvesi Pocock, 1901 — India, Pakistán
- Oxyopes saganus Bösenberg & Strand, 1906 — Japón
- Oxyopes sakuntalae Tikader, 1970 — India
- Oxyopes salticus Hentz, 1845 — Estados Unidos a Brasil
- Oxyopes saradae Biswas & Roy, 2005 — India
- Oxyopes scalaris Hentz, 1845 — Norteamérica
- Oxyopes schenkeli Lessert, 1927 — Congo
- Oxyopes sectus Mello-Leitão, 1929 — Brasil
- Oxyopes sertatoides Xie & Kim, 1996 — China
- Oxyopes sertatus L. Koch, 1878 — China, Corea, Taiwán, Japón
- Oxyopes setipes Thorell, 1890 — Borneo
- Oxyopes sexmaculatus Mello-Leitão, 1929 — Perú, Brasil
- Oxyopes shweta Tikader, 1970 — India, China
- Oxyopes sinaiticus Levy, 1999 — Egipto
- Oxyopes singularis Lessert, 1927 — Congo
- Oxyopes sitae Tikader, 1970 — India, Islas Andamán
- Oxyopes sjostedti Lessert, 1915 — Etiopía, Este de África
- Oxyopes sobrinus O. P.-Cambridge, 1872 — Libia, Israel
- Oxyopes squamosus Simon, 1886 — Senegal
- Oxyopes stephanurus Mello-Leitão, 1929 — Brasil
- Oxyopes sternimaculatus Strand, 1907 — Sudáfrica
- Oxyopes strandi Caporiacco, 1939 — Etiopía
- Oxyopes striagatus Song, 1991 — China
- Oxyopes striatus (Doleschall, 1857) — Myanmar a Nueva Guinea
- Oxyopes subabebae Caporiacco, 1941 — Etiopía
- Oxyopes subhadrae Tikader, 1970 — India
- Oxyopes subimali Biswas et al., 1996 — India
- Oxyopes subjavanus Strand, 1907 — Java
- Oxyopes summus Brady, 1975 — Costa Rica, Panamá
- Oxyopes sunandae Tikader, 1970 — India
- Oxyopes sushilae Tikader, 1965 — India, China
- Oxyopes taeniatulus Roewer, 1955 — Brasil
- Oxyopes taeniatus Thorell, 1877 — Sumatra, Java, Sulawesi
- Oxyopes takobius Andreeva & Tyschchenko, 1969 — Asia Central a China
- Oxyopes tapponiformis Strand, 1911 — Islas Molucas, Nueva Guinea
- Oxyopes tenellus Song, 1991 — China
- Oxyopes tibialis F. O. P.-Cambridge, 1902 — Guatemala, El Salvador
- Oxyopes tiengianensis Barrion & Litsinger, 1995 — Vietnam
- Oxyopes tikaderi Biswas & Majumder, 1995 — India
- Oxyopes timorensis Schenkel, 1944 — Timor
- Oxyopes timorianus (Walckenaer, 1837) — Timor
- Oxyopes toschii Caporiacco, 1949 — Kenia
- Oxyopes travancoricola Strand, 1912 — India
- Oxyopes tridens Brady, 1964 — Estados Unidos, México
- Oxyopes tuberculatus Lessert, 1915 — Este de África
  - Oxyopes tuberculatus mombensis Lessert, 1915 — Este de África
- Oxyopes ubensis Strand, 1906 — Etiopía
- Oxyopes uncinatus Lessert, 1915 — Este de África
- Oxyopes vanderysti Lessert, 1946 — Congo
- Oxyopes variabilis L. Koch, 1878 — Queensland, Centro de Australia
- Oxyopes versicolor Thorell, 1887 — Myanmar
- Oxyopes vogelsangeri Lessert, 1946 — Congo
- Oxyopes wokamanus Strand, 1911 — Islas Aru
- Oxyopes wroughtoni Pocock, 1901 — India, Pakistán
- Oxyopes xinjiangensis Hu & Wu, 1989 — China
- Oxyopes zavattarii Caporiacco, 1939 — Etiopía